# Diecezja Tunduru-Masasi
Diecezja Tunduru-Masasi (łac. Diœcesis Tunduruensis-Masasiensis) – diecezja rzymskokatolicka w Tanzanii. Powstała w 1986 z części zlikwidowanej diecezji Nachingwea.

## Biskupi diecezjalni
- Polycarp Pengo (1986-1990)
- Magnus Mwalunyungu (1992-2005)
- Castor Msemwa (2005-2017)
- Filbert Felician Mhasi (od 2018)